# Leszek Szewc
Leszek Marian Szewc (ur. 2 listopada 1957 w Wałbrzychu) – polski związkowiec, poseł na Sejm III kadencji.

## Życiorys
Z zawodu technik automatyk. Ukończył Pomaturalne Studium Zawodowe, Wydział Elektronicznej i Elektrycznej Automatyki Przemysłowej (1980). Działał w NSZZ „Solidarność”. W latach 90. był przewodniczącym Ligi Miejskiej i radnym Wałbrzycha. Od 1990 do 1992 był zastępcą przewodniczącego zarządu Regionu Dolny Śląsk związku, w latach 1992–1995 wchodził w skład prezydium Komisji Krajowej. Współpracował w tym czasie z Instytutem Wolnych Związków Zawodowych AFL-CIO (pozyskiwał fundusze na działalność związkową). 
W okresie 1997–2001 sprawował mandat posła na Sejm III kadencji, wybranego w okręgu wałbrzyskim z listy Akcji Wyborczej Solidarność. Od 1998 należał do Ruchu Społecznego AWS. W 2001 bez powodzenia ubiegał się o reelekcję. W 2006 bezskutecznie kandydował do rady powiatu wałbrzyskiego z ramienia lokalnego komitetu wyborczego.
Zatrudniony w ZDKiUM Wałbrzych, objął obowiązki kierownika działu.

## Życie prywatne
Jest żonaty, ma dwoje dzieci.